# 僕灰蝶屬
僕灰蝶屬（學名：Pseuderesia）是灰蝶科圓灰蝶亞科琳灰蝶族中的一個屬。物種分佈於非洲森林。本屬是否與靡灰蝶屬為同一單系群仍不清楚。

## 物種
- 僕灰蝶 Pseuderesia eleaza
- 衞僕灰蝶 Pseuderesia vidua